# Полуночный ковбой
«Полуночный ковбой» (англ. Midnight Cowboy) (1969) — американская драма, снятая режиссёром Джоном Шлезингером по сценарию Уолдо Солта, написанном на основе одноимённого романа Джеймса Лео Херлихая. Главные роли исполнили Джон Войт и Дастин Хоффман.
Фильм был удостоен трёх премий «Оскар» в категориях «Лучший фильм», «Лучший режиссёр» и «Лучший адаптированный сценарий» при семи номинациях. Он является единственным фильмом ныне упразднённого рейтинга «X», удостоенным награды за лучший фильм, а также первым фильмом на ЛГБТ-тематику, выигравшим награду.
В 1994 году включён в Национальный реестр фильмов, обладая «культурным, историческим или эстетическим значением».
По версии Американского института кино картина занимает:
- 36-е (1998) и 43-е (2007) места в списке 100 фильмов
- 22-е место в 100 песен (Everybody's Talkin')
- 27-е место в 100 киноцитат («Я тут иду! Я тут иду!»)

## Сюжет
28-летний наивный техасец Джо Бак (Джон Войт) хорош собой, самоуверен и одевается как ковбой. Бросив работу посудомойщика в кафе и попрощавшись с темнокожим коллегой Ральфом, он решает отправиться на восток — в Нью-Йорк, с мечтой стать жиголо. По пути в автобусе он слушает радио и предаётся воспоминаниям, когда его бабушка Салли (Рут Уайт), заменившая Джо мать, приглашала в дом любовника Вудси Найлза (Гилмен Рэнкин) и поддерживала мечту внука стать настоящим ковбоем, а девушка Энни (Дженнифер Солт) уверяла, что он был её единственным.
Однако в большом городе всё оказывается гораздо сложнее, чем ему казалось, и карьера не задаётся. Под предлогом поиска Статуи Свободы, он знакомится с Касс (Сильвия Майлз), блондинкой средних лет, выгуливающей пуделя, и идёт с ней в её шикарные апартаменты на Парк-авеню. Та разговаривает по телефону с парнем по имени Мори, параллельно раздевая Бака. Они страстно занимаются сексом. Перед уходом Бак просит оплату за свои услуги, женщина оскорбляется и ударяется в слёзы, устраивает небольшой скандал, и Баку приходится самому предложить ей деньги на такси для поездки на встречу с Мори, так как она якобы забыла снять деньги со счёта и не имеет наличных. Из неосмотрительно открытого Джо кошелька та быстро вытягивает 20-долларовую банкноту, хотя Джо предлагал ей 5 или 10 долларов.
В баре Джо встречает итальянца Энрико Сальваторе Риццо (Рэтсо, Дастин Хоффман) из Бронкса, хромающего на правую ногу и предлагающего свести его с влиятельным сутенёром О’Дэниелом. Один из геев намекает Джо, что Рэтсо хочет обдурить очередного «клиента». Джо думает, что всё устроится, и платит новому знакомому 10 долларов, чтобы показать искренность своих намерений. После того, как тот звонит сутенёру, Бак даёт ему ещё десятку и идёт на встречу с О’Дэниелом (Джон Макгайвер). Обнаружив, что на самом деле тот является неуравновешенным религиозным фанатиком, и параллельно вспомнив, как в детстве подобный человек крестил его в реке, Джо устремляется за мелким мошенником, который мерещится ему по пути следования, но того и след простыл. Джо целыми днями шатается по городу, смотрит телевизор или слушает радио. Через несколько дней вместо ключа от номера 514 он узнаёт, что его выселили, а вещи конфисковали до тех пор, пока тот не наладит свои дела.
Оказавшись на улице, Джо подсаживается в забегаловке к необращающим на него внимание матери с сыном, играющим с плюшевой мышкой, и ест взятое у них печенье, но проливает на себя кетчуп и уходит. Пытается заработать 25 долларов после орального секса от студента (Боб Балабан) в кинотеатре, но у слабовольного очкарика не оказывается денег. В туалете он собирается отнять у него часы, но после его мольбы передумывает. Вскоре он натыкается на Рэтсо в кафе и собирается избить бездомного, но жалеет его. У того оказывается всего 64 цента. В свою очередь Рэтсо почему-то тоже испытывает симпатию к Джо и предлагает ему заночевать в своём жилище в заброшенном доме. Кашляющий нищий мечтает до зимы отправиться во Флориду. Джо снится кошмар — группа парней ночью вытаскивает его и Энни из машины и насилует обоих. Потерявшую рассудок девушку увозят в сумасшедший дом, Джо бежит за ней голышом. Рэтсо нападает на него, вооружённый разбитой бутылкой. Джо остаётся жить у Рэтсо.
Неожиданно для себя бездомные становятся друзьями. Джо отвлекает на себя возмущающегося лавочника, что позволяет Рэтсо украсть кокос и помидор. Джо оскорбляется, когда слышит от Рэтсо то, что наряд ковбоя нравится только женщинам с 42-улицы, педерастам и извращенцам. Джо приводит в пример Джона Уэйна и пытается разломать кокос при помощи оконной рамы, но роняет его на улицу. Рэтсо, чтобы сэкономить на прачечной, помогает беременной девушке сложить бельё в машинку, параллельно засовывая свои вещи. На станции метро они выламывают замки ящиков, где лежат принадлежности чистильщика обуви. Рэтсо, отец которого был неграмотным обувщиком-эмигрантом, работа которого привела к повреждению спины и лёгких из-за длительного воздействия крема для обуви, начищает другу сапоги для привлечения клиентов, хотя считает эту работу унизительной. К ним подсаживается двое мужчин, один из которых оказывается полицейским.
Ловкий и хитрый Рэтсо теперь по-настоящему пытается устроить Джо карьеру жиголо — стрижёт его и крадёт записку у мужчины по вызову с номером клиентки, звонит от имени её представителя и отменяет встречу, после чего отправляет к ней Джо. Рэтсо, мечтающий о переезде в Майами, ждёт друга у отеля и мечтает о том, как он будет резвиться с Джо на пляже в окружении женщин среднего возраста. Неожиданно в его мечтах на него наступают пожилые женщины в инвалидных креслах, Рэтсо падает в бассейн. В это время за неподобающее поведение с клиенткой Джо вышвыривают из отеля, им приходится убегать, чтобы избежать встречи с полицией.
Наступает зима, друзья мёрзнут в неотапливаемом помещении. Им приходится заложить в ломбард любимый радиоприёмник Джо за 5 долларов. Кашель Рэтсо усиливается, он болен туберкулёзом, но продолжает курить. Джо приходится сдавать кровь за доллар, он приносит 9 долларов и коробку еды. Строители, разбирающие заброшенные здания по соседству, подбираются всё ближе к пристанищу друзей. Они прогуливаются по кладбищу, посещая могилу Доменико Сальваторе Риццо (1886—1959), отца Энрико, на которую тот кладёт чужой венок. Рэтсо в сердцах говорит, что тот даже не мог написать своего имени, и на его могиле надо было поставить крестик, который он ставил вместо подписи. Джо отвечает, что его бабушка умерла, не предупредив его.
Друзья обсуждают реинкарнацию в закусочной, к ним подходят девушка и парень, похожий на Энди Уорхола, который фотографирует Джо на «полароид», после чего девушка даёт тому приглашение на художественное мероприятие на Бродвее в стиле экстравагантного фотографа. Джо решает взять Рико с собой. На раскрепощённой вечеринке присутствуют актрисы Вива и Изабель Дюфрен, писатель Тейлор Мид, актёр Джо Даллесандро и режиссёр Пол Моррисси, и всё снимается на камеру. Джо принимает косяк за сигарету и после нескольких затяжек ловит галлюцинации. Плохое самочувствие, отсутствие гигиены Риццо и его попытка украсть бесплатную еду привлекает внимание гостей. Бак знакомится со светской львицей Ширли (Бренда Ваккаро), Рико представляется его менеджером, девушка уходит с Баком и соглашается провести с Баком ночь за 20 долларов и отплатить тому такси. Рэтсо становится совсем плохо, он падает с лестницы, но говорит, что с ним всё в порядке.
Ширли отвозит Джо к себе, но у того впервые не получается заняться сексом. Девушка делает предположение о гомосексуальной ориентации партнёра, оскорблённый Джо с жаром бросается на неё. Наутро довольная Ширли звонит подруге Марджори и назначает той встречу с Джо на четверг в 8:30. Наконец всё начинает получаться — Джо получает свои первые деньги, после чего возвращается к Рико с купленными лекарствами и порцией горячего супа. Рэтсо, обливаясь потом, говорит, что больше не может ходить — падает сразу, как встаёт, ложится в постель, но категорически отказывается от услуг доктора. Он просит друга лишь об одном — чтобы тот посадил его на автобус до Флориды. Джо звонит Ширли и узнаёт, что та уехала.
Ради друга Бак решается на гей-проституцию, знакомится у игровых автоматов с Таусентом Лотом (Тауни, Барнард Хьюз) из Чикаго и идёт тому в номер для оказания сексуальных услуг, но католик, позвонив матери, лишь дарит ему талисман Святого Христофора, покровителя путешественников, и даёт 10 долларов. Джо, которому нужно 57 долларов на билеты до Флориды, решается на ограбление, ломает Лоту нос и достаёт деньги из бумажника, всё это время вспоминая, как тащил Рэтсо из квартиры и сажал в такси, после чего засовывает мужчине, уверяющему, что он не собирался звонить в полицию, телефонную трубку в рот.
Джо едет вместе с лихорадочным Рэтсо, тот говорит, что они приедут через 31 час в 11:30. Выясняется, что Бак не убил Тауни. Рэтсо становится всё хуже и хуже — у него всё болит, также у него недержание мочи. Приехав в штат, Джо покупает себе и Рэтсо одежду и выбрасывает ковбойский прикид. Он решает найти нормальную работу по приезде в Майами, но когда Рэтсо перестаёт отвечать, Джо замечает, что тот умер, облокотившись головой о стекло. По совету водителя, которому придётся продолжить путь, он закрывает умершему веки. Водитель успокаивает пассажиров, говоря, что человеку стало плохо. Джо сидит со слезами на глазах, обняв друга.

## Актёрский состав
- Джон Войт — Джо Бак
- Дастин Хоффман — Энрико Сальваторе «Рэтсо» Риццо, мелкий мошенник, друг Джо
- Сильвия Майлз — Касс, клиентка Джо
- Джон Макгайвер — О’Дэниел, религиозный фанатик
- Бренда Ваккаро — Ширли, светская львица, клиентка Джо
- Барнард Хьюз — Таусент «Тауни» Лот, клиент Джо
- Рут Уайт — Салли Бак, бабушка Джо
- Дженнифер Солт — Энни, девушка Джо
- Гилмен Рэнкин — Вудси Найлз, любовник Салли Бак
- Джорджэнн Джонсон — богатая женщина
- Энтони Холланд — телевизионный епископ
- Боб Балабан — студент-гомосексуал

## Съёмочная группа
- Режиссёр — Джон Шлезингер
- Продюсеры — Джером Хеллман и Кеннет Атт
- Сценаристы — Уолдо Солт (по одноимённому роману Джеймса Лео Херлихая)
- Оператор — Адам Холендер
- Композитор — Джон Барри
- Монтаж — Хью Робертсон

## Премьера
В США фильм посмотрело 31,5 млн зрителей. При бюджете $3 600 000 только в США сборы с проката составили $44 785 053.
В момент, когда фильм получил «Оскар», он официально имел в США рейтинг «X» (согласно системе MPAA). Лишь позднее, в 1971 году, после перемонтажа, категория была заменена на R (англ. Restricted — ограничение до 18 лет).
Слоган при переиздании фильма в 80-х гласил: «Для тех, кто никогда этого не видел, и тех, кто никогда не забывал» (англ. «For those who have never seen it and those who have never forgotten it»).

## Награды
Американский институт киноискусства отнёс фильм к 100 лучшим картинам американской киноиндустрии. Картина включена в Национальный реестр фильмов (38-е место) Библиотеки конгресса. На фестивале Берлинале в 1969 году фильм стал фаворитом публики, получил награду OCIC, но тем не менее главную награду («Золотой медведь») не получил.
- 1969 — премия Международной католической организации в области кино (OCIC Award) Берлинского кинофестиваля (Джером Хеллман)
- 1970 — премия «Золотой глобус» лучшему дебюту актёра (Джон Войт)
- 1970 — 6 премий BAFTA: лучший фильм, лучший режиссёр (Джон Шлезингер), лучшая мужская роль (Дастин Хоффман), самый многообещающий дебютант, исполнивший главную роль (Джон Войт), лучший сценарий (Уолдо Солт), лучший монтаж (Хью Робертсон)
- 1970 — 3 премии «Оскар»: лучший фильм (Джером Хеллман), лучший режиссёр (Джон Шлезингер), лучший адаптированный сценарий (Уолдо Солт)
- 1970 — премия «Бодил» за лучший неевропейский фильм (Джон Шлезингер)
- 1970 — 2 премии «Давид ди Донателло»: лучший иностранный режиссёр (Джон Шлезингер), лучший иностранный актёр (Дастин Хоффман) (вместе с Питером О’Тулом (Прощайте, мистер Чипс))
- 1970 — премия Гильдии режиссёров США за лучшую режиссуру — Художественный фильм (Джон Шлезингер)
- 1970 — премия «Серебряная лента» Итальянской национальной ассоциации журналистов лучшему режиссёру зарубежного фильма (Джон Шлезингер)
- 1970 — премия Национального общества кинокритиков США за лучшую мужскую роль (Джон Войт)
- 1970 — премия Гильдии сценаристов США за лучшую адаптированную драму (Уолдо Солт)

### Номинации
- 1970 — 6 номинаций на премию «Золотой глобус»: лучший фильм (драма), лучший режиссёр (Джон Шлезингер), лучший сценарий (Уолдо Солт), лучшая мужская роль (драма) (Дастин Хоффман и Джон Войт), лучшая женская роль второго плана (Бренда Ваккаро)
- 1970 — награда ООН (UN Award) в рамках премии BAFTA
- 1970 — 4 номинации на премию «Оскар»: лучшая мужская роль (Дастин Хоффман и Джон Войт), лучшая женская роль второго плана (Сильвия Майлз), лучший монтаж (Хью Робертсон)